# 南蘇霍庫姆斯克
44°40′N 45°39′E / 44.667°N 45.650°E
南蘇霍庫姆斯克（俄语：Ю́жно-Сухоку́мск）是俄羅斯達吉斯坦共和國西北部的一座城市，距首府馬哈奇卡拉西北295公里。2002年人口9,777人。
1988年設市。